# Entertainment Software Rating Board
Entertainment Software Rating Board (ESRB) es un sistema de clasificación estadounidense de contenido de los videojuegos.
Fue establecido en 1994 por la Entertainment Software Association (ESA), la anteriormente llamada Interactive Digital Software Association (IDSA). En 2009, había asignado 19,130 categorías a juegos enviados por más de 350 distribuidoras de videojuegos.
ESRB realiza de forma independiente clasificaciones, entregando lineamientos y los principios de privacidad para la industria de los videojuegos. Primero clasifica los videojuegos según su contenido de violencia física o verbal y otros elementos como el contenido sexual. Esta clasificación orienta y ayuda a los padres y consumidores a elegir los videojuegos que son correctos para su familia, idea propuesta tras la aparición de los videojuegos Mortal Kombat, Doom y Night Trap.
A pesar de ser estadounidense, ESRB está presente en varios países del continente americano, contando con traducciones al español y al francés.

## Clasificación ESRB
Los símbolos que usa la ESRB son letras alfabéticas estilizadas que tienen la intención de indicar la etapa para la que es adecuado el objeto. La ESRB usa actualmente más de 7 clasificaciones diferentes.

### Clasificaciones normales
| Clasificación ESRB | Nombres                                                     | Año de entrada | Edad adecuada                              | Descripción de las clasificaciones |
| ------------------ | ----------------------------------------------------------- | -------------- | ------------------------------------------ | --- |
|                    | Everyone (Todos)                                            | 1998           | Todas las edades                           | Contenido adecuado para todas las edades. Puede contener un mínimo de dibujos animados, fantasía o violencia leve. Ejemplos como Fall Guys, Kingdom Hearts, Kingdom Hearts: Chain of Memories, Sonic Rush, New Super Mario Bros. Wii, Kinect Adventures!, Nicktoons Racing, Wii Sports Resort, y las series de juegos Spyro el dragón, etc. |
|                    | Everyone 10 and up/Everyone 10+ (Todos a partir de 10 años) | 2005           | Todas las edades a partir de 10 años o más | Material idóneo para edades de 10 años o más años. Las obras dentro de esta categoría generalmente contienen animaciones, más violentas, sangre, insultos regulares o en temas sugerentes Ejemplos como los juegos Crash Bandicoot N. Sane Trilogy, Minecraft, Donkey Kong Jungle Beat, Kirby Star Allies, Rayman Legends, Sonic Unleashed, Super Mario Odyssey, la serie Kingdom Hearts desde Kingdom Hearts II en adelante, y los juegos de las series LEGO y Super Smash Bros (Nintendo 3DS, Wii U y Ultimate), etc. Es apto para niños mayores de 10 años.                                    |
|                    | Teen (Todos a partir de 13 años o más)                      | 1994           | Todas las edades a partir de 13 años o más | Contenido adecuado para adolescentes entre 13 años. Los productos de este género generalmente contienen sangre moderada humor cruel, temas sugestivos o violencia gráfica moderada y, en la mayoría de las veces, juegos de azar/apuestas simulados. Como ejemplo se puede mencionar a los juegos como Need for Speed: Most Wanted, La mayoría de los juegos de la Saga Final Fantasy, Street Fighter IV, Tekken 7, The King of Fighters XIV, Uncharted 2: El reino de los ladrones, y las series de Guitar Hero y Super Smash Bros. (Melee y Brawl), etc. Es apto para niños mayores de 13 años. |

### Clasificaciones restringidas
| Clasificación ESRB | Nombres                                                 | Año de entrada | Edad adecuada                                                                    | Descripción de las clasificaciones |
| ------------------ | ------------------------------------------------------- | -------------- | -------------------------------------------------------------------------------- | --- |
|                    | Mature 17+ (Maduro +17)                                 | 1994           | 17 (Menores deben tener permiso de un adulto)                                    | Artículos que pueden contener material pertinente para edades de 17 o más años. Las obras de esta categoría generalmente muestran violencia intensa o realista, sangre fuerte, temas de horror, contenido sexual, insultos vulgares, uso de tabaco y alcohol. Muchos vendedores (como Walmart y GameStop), aplican políticas sobre no vender juegos con este ordenamiento a menores de 17 años sin la presencia y aprobación de algún tutor. Algunos ejemplos de juegos de esta categoría son Cyberpunk 2077, Metal Gear, Warframe, Doom, Final Fantasy XVI, los juegos de las series: Grand Theft Auto (GTA), Mortal Kombat, Y las franquicias Call of Duty y Resident Evil.                                                                              |
|                    | Adults Only 18+ (Adultos únicamente +18) (Solo adultos) | 1994           | 18 (Los niños o adolescentes no se les permite comprar, alquilar o jugar/verlas) | Contenido solamente para adultos. Los títulos en esta categoría generalmente incluyen escenas prolongadas de violencia intensa, temas, gráficas y/o contenidos sexuales gráficos, lenguaje extremadamente soez o juegos de apuestas/azar reales (y con dinero, divisas, efectivo y moneda), y sangre frecuentemente o desnudez. La categorización AO es tema de controversia por las exageradas restricciones que impone a algunos juegos. Por ejemplo: Manhunt 2 También es usado comúnmente en juegos que presentan escenas de hentai. Empresas como Microsoft, Sony o Nintendo no permiten que juegos con esta clasificación salgan para sus consolas. Es apto para personas mayores de 18 años nada más (podría ser restringido a mayores de 18 años). |

### Otras clasificaciones sin restricciones
| Clasificación ESRB | Nombre                                                       | Año de entrada | Edad adecuada                         | Descripción de las clasificaciones |
| ------------------ | ------------------------------------------------------------ | -------------- | ------------------------------------- | --- |
|                    | Rating Pending (Clasificación pendiente) (Aún sin calificar) | 1994           | Desconocido (no está clasificado aún) | Aparece en juegos enviados a la ESRB y que esperan una clasificación final. Sin embargo, una vez calificados, toda la publicidad prelanzamiento debe contener la calificación oficial del juego puesta por la ESRB. Algunos juegos, dependiendo de la intensidad de su contenido, pueden tener una renuncia de responsabilidad en la que aparece «Puede tener contenido inapropiado para menores» para muchos juegos que están clasificados con T (Teen), M (Mature) y AO (Adults Only). |

### Clasificaciones descontinuadas
| Clasificación ESRB | Nombre                           | Año de entrada | Año de retirado | Edad adecuada                             | Descripción de las clasificaciones |
| ------------------ | -------------------------------- | -------------- | --------------- | ----------------------------------------- | --- |
|                    | Early Childhood (Niños Pequeños) | 1994           | 2018            | De 5 años para abajo.                     | Los juegos con esta calificación incluyen contenido dirigido a una audiencia preescolar. No contienen contenido que los padres encontrarían objetable para esta audiencia, puesto que usualmente son de orientación educacional. Esta calificación quedó obsoleta debido a la rareza de su uso. Son un ejemplo los juegos de la series Plaza Sésamo y los juegos de Nick Jr. |
|                    | Kids to Adults (Niños a Adultos) | 1994           | 1998            | Todas las edades a partir de 6 años o más | Era prácticamente lo mismo que la clasificación Everyone, o sea donde los juegos no tenían mucha violencia y era contenido sano para el público. Ejemplo de K-A (En su época): Super Mario 64 Mario Kart 64 Sonic the Hedgehog 3 Donkey Kong Country |

## Descripciones y definiciones

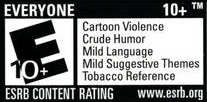
Ejemplo de descriptores de contenido usados por la empresa. En este caso en el juego Rabbids Go Home.

Los descriptores de contenido aparecen en la parte posterior de la caja del juego y en anuncios impresos o sitios web que hagan referencia al juego. La ESRB tiene más de veinte descriptores de contenido, como referencia al alcohol, violencia y desnudez. Abajo, los descriptores de contenido usados en la clasificación:
Alcohol Reference (Referencia al alcohol)
Referencia e/o imágenes de bebidas alcohólicas.
Animated Blood (Sangre animada/Animación de sangre)
Representaciones decoloradas o poco realistas de sangre.
Blood (Sangre)
Representaciones de sangre.
Blood and gore (Derramamiento de sangre)
Representaciones de sangre o de la mutilación de las partes del cuerpo/objetos/piezas.
Cartoon Violence (Violencia de caricatura)
Acciones violentas que incluyen situaciones y personajes caricaturescos. Puede incluir violencia en la cual un personaje sale ileso después de que la acción se llevó a cabo.
Comic Mischief (Travesuras cómicas)
Representaciones o diálogo que impliquen payasadas o humor sugestivo. Nombrado "Travesura cómica" en Google Play.
Crude Humor (Humor vulgar/crudo)
Representaciones o diálogo que implique bromas vulgares, incluido el humor "higiénico". Nombrado "Humor crudo" en Google Play.
Drug References (Referencias a drogas)
Referencia e/o imágenes de drogas ilegales.
Fantasy Violence (Violencia de fantasía)
Acciones violentas de naturaleza fantástica/ficticia que incluyen personajes humanos y no humanos (animales) en situaciones que se distinguen con facilidad de en la vida real.
Intense Violence (Violencia intensa)Representaciones gráficas y de apariencia realista de conflictos físicos. Puede comprender sangre excesiva o realista, derramamiento de sangre, armas y representaciones de lesiones humanas y la muerte.
Language (Lenguaje)Uso de lenguaje soez de moderado a intermedio. Nombrado "Idioma" en Google Play y en Microsoft.
Lyrics (Letra de canciones)
Referencias moderadas de lenguaje soez, sexualidad, violencia, alcohol o uso de drogas en canciones.
Mature Humor (Humor para adultos/maduro)Representaciones o diálogos que contienen humor "para adultos", incluidas las alusiones sexuales.
Mild Violence (Violencia moderada/leve)
Escenas de personajes dibujados en situaciones no seguras o violentas. Nombrado "Violencia leve" en Google Play.
Mild Blood (Sangre moderada/Poca sangre)
Representaciones moderadas o breves de sangre. Nombrado "Poca sangre" en Google Play.
Nudity (Desnudez)Representaciones gráficas o prolongadas de desnudez. Nombrado "Desnudos" en Google Play.
Partial Nudity (Desnudez parcial)Representaciones breves o moderadas de desnudez. Nombrado "Desnudo parcial" en Google Play.
Real Gambling (Apuestas reales)
El jugador puede apostar, incluso colocar apuestas con dinero o divisas de verdad.
Sexual Content (Contenido sexual)
Representaciones no explícitas de comportamiento sexual, posiblemente conteniendo desnudeces parciales.
Sexual Themes (Temas sexuales)
Alusiones al sexo o a la sexualidad.
Sexual Violence (Violencia sexual)
Representaciones de violaciones o de otros actos sexuales violentos.
Simulated Gambling (Apuestas simuladas)
El jugador puede apostar sin colocar apuestas con dinero o divisas reales.
Strong Language (Lenguaje fuerte/ofensivo)
Uso explícito o frecuente de lenguaje soez. Nombrado "Lenguaje ofensivo" en Microsoft.
Strong Lyrics (Letra de canciones fuerte)
Alusiones explícitas o frecuentes de lenguaje soez, sexo, violencia o uso de alcohol o drogas en canciones.
Strong Sexual Content (Contenido sexual fuerte)
Alusiones explícitas o frecuentes de comportamiento sexual, posiblemente conteniendo desnudeces.
Suggestive Themes (Temas insinuantes/sugestivos/provocativos)
Referencias o materiales provocativos moderados. Nombrado "Temas provocativos" en Google Play.
Tobacco Reference (Referencia al tabaco)
Referencia o imágenes de productos de tabaco
Use of Alcohol (Uso de alcohol)
Consumo de alcohol o de bebidas alcohólicas.
Use of Drugs (Uso de drogas)
Consumo o uso de drogas ilegales.
Use of Tobacco (Uso de tabaco)
Consumo o uso de productos de tabaco.
Violence (Violencia)
Escenas que comprenden un conflicto agresivo. Pueden contener desmembramiento sin derramamiento de sangre.
Violent References (Referencias violentas)
Alusiones a actos violentos.